# 催化三联体

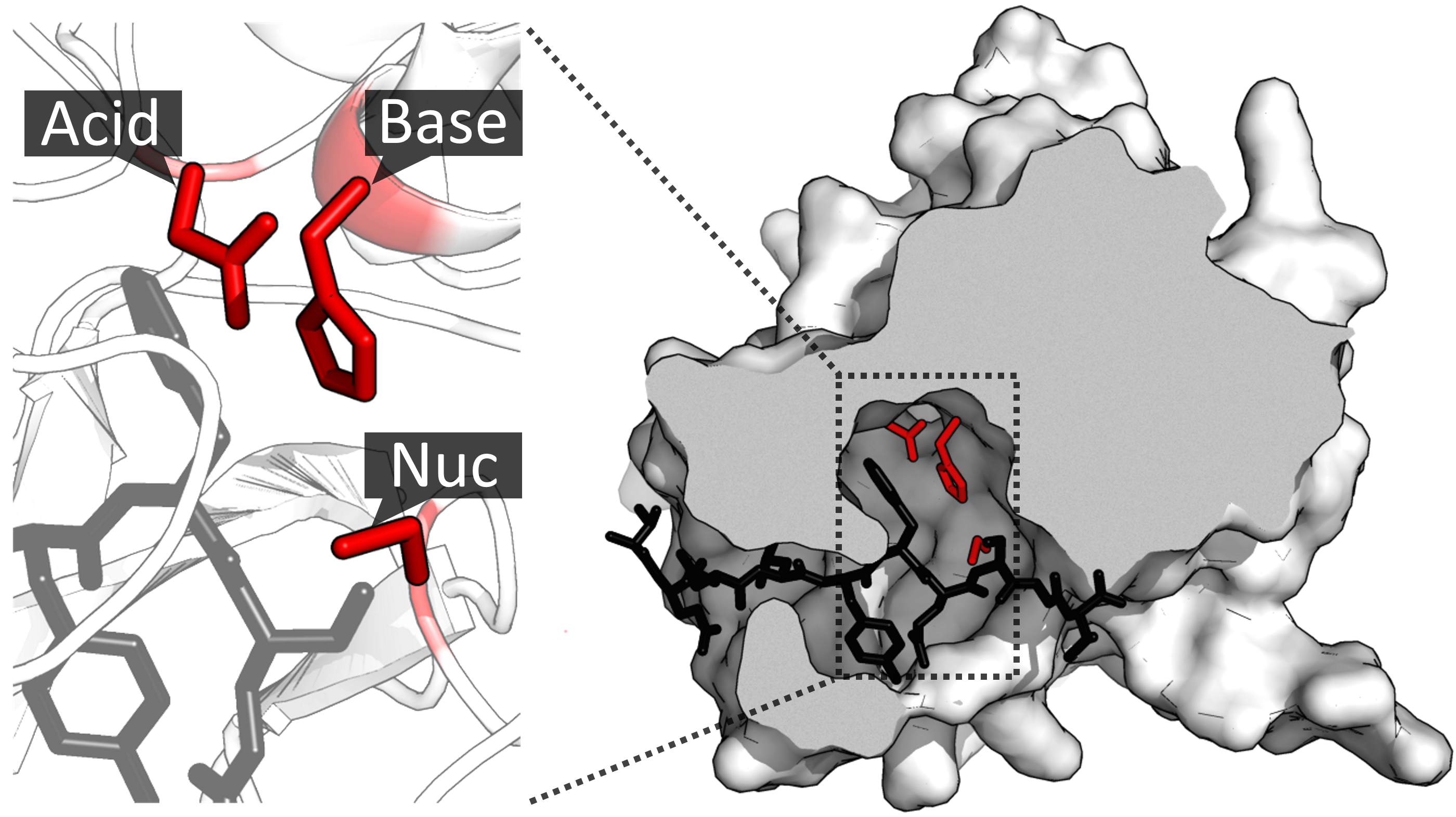
与底物（黑）结合的酶（TEV蛋白酶1lvm），示催化三联体的残基（红）。三联体由酸性残基（Acid）、组氨酸（His）和亲核体（Nuc）组成。在TEV蛋白酶中，酸是天冬氨酸，亲核体是半胱氨酸。

催化三联体，又稱催化金三角，通常指在水解酶和转移酶的活性位点中心同时作用的三个氨基酸残基（如蛋白酶、酰胺酶、酯酶、酰基转移酶、脂酶和β-内酰胺酶）。用于共价催化的亲核残基一般是酸-碱-亲核三联体。残基会形成一个电荷中继网络，以极化和活化亲核试剂，来进攻底物形成共价中间体，然后中间体水解，再生出游离的酶。亲核试剂大多是丝氨酸或半胱氨酸，也有少量是苏氨酸。
因为酶会折叠成复杂的三维结构，催化三联体的残基可能在其所在的氨基酸序列（一级结构）中离得很远，但最后它们将会折叠到一起。
虽然在功能上（甚至是三联体中的亲核体）进化趋异，催化三联体却是趋同进化的最好案例。对催化的化学约束使得至少23个独立的蛋白质超家族进化出了相同的催化方法。生物化学中，研究得最透彻之一的就是这些反应的作用机理。

## 历史
早在20世纪30年代，就有人最早研究出了胰蛋白酶和胰凝乳蛋白酶的结构。20世纪50年代，胰蛋白酶和胰凝乳蛋白酶所含三联体中的丝氨酸被确认为亲核体（通过二异丙基氟磷酸盐的转变）。20世纪60年代，对其他蛋白酶测序后发现了一系列的相关结构，现在称之为S1家族。同时，在木瓜和枯草杆菌蛋白酶的结构中也发现了类似的三联体，而它们在进化中毫不相干。20世纪60年代末，“电荷中继”机制提出，解释了亲核体如何被其他三联体成分所激活。70和80年代，随着X射线晶体学测定了越来越多的蛋白质结构，发现了同源（如TEV蛋白酶）和非同源但类似（例如木瓜蛋白酶）的三联体。20世纪90年代和2010年代，MEROPS分类系统开始将蛋白酶分类为结构相关的酶超家族，从而作为三联体在20个超家族趋同进化的一个数据库。使得这么多酶家族归于同一三联体形状的进化化学约束条件于2010年代开始研究。在催化三联体的电荷中继及共价催化机制上的大量工作使其成为生物化学中研究得最为透彻的部分之一。

## 成分

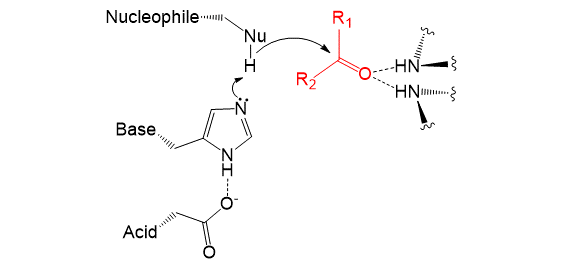
蛋白酶中常见的催化三联体电荷中继系统。酸残基（通常为谷氨酸或天冬氨酸）对齐并极化碱（通常为组氨酸），以激活亲核体（通常为丝氨酸或半胱氨酸，偶见苏氨酸）。三联体降低了亲核残基的pKa，然后进攻底物。氧阴离子穴一般会为酰胺骨架充上正电荷（偶尔为侧链），使电荷在过渡态的底物上稳定聚集

### 亲核体
侧链上的亲核残基可共价催化底物。氧或硫上的孤对电子会进攻正电的羰基碳。20种天然生物氨基酸没有足够的亲核性官能团以催化许多困难的反应。最常见的亲核体是丝氨酸的醇（OH）和半胱氨酸的硫醇/硫醇盐离子（SH/S-）。在三联体中嵌入亲核体提高了它的催化活性。一些蛋白酶采用的是苏氨酸的仲醇，然而由于额外甲基的缘故，这些蛋白酶使用N端氨基附近的一个水分子作为碱，而不是一个单独的氨基酸。

### 碱
由于所有的天然氨基酸都不具有强亲核性，催化三联体中的碱极化并脱去亲核体的质子，以提高其反应活性。此外，它还能质子化第一个生成物，以帮助离去基离开。其最常见为组氨酸，因为它的pKa值有助于高效的碱催化，同时可与酸残基以氢键结合，及对亲核残基去质子化。β-内酰胺酶如TEM-1使用赖氨酸残基作为碱。由于赖氨酸的pKa值如此之高（pKa=11），在循环催化的过程中，谷氨酸等几个残基要充当酸以稳定其去质子化的状态。为了避免位阻效应，苏氨酸蛋白酶以N端氨基附近的一个水分子作为碱，以提高用于催化的苏氨酸残基的反应活性。

### 酸
酸性残基能对齐并极化碱性残基。其通常为天冬氨酸或谷氨酸。有些酶只有一个二分体，例如在半胱氨酸蛋白酶中三联体的酸就不是非常必要。如木瓜蛋白酶中的第三个三联体成分为天冬酰胺，它能引导组氨酸转变为碱，但却不作为酸出现。类似地，甲型肝炎病毒蛋白酶的序列中含有一个水分子，而那个位置本该是一个氨基酸残基。另外，巨细胞病毒蛋白酶使用一对组氨酸，一个作为碱，另一个则如在其它的酶中那样作为酸。作为酸而言，第二个组氨酸较常见的天冬氨酸或谷氨酸效率要低，因而其催化效率也不是很高。

## 范例

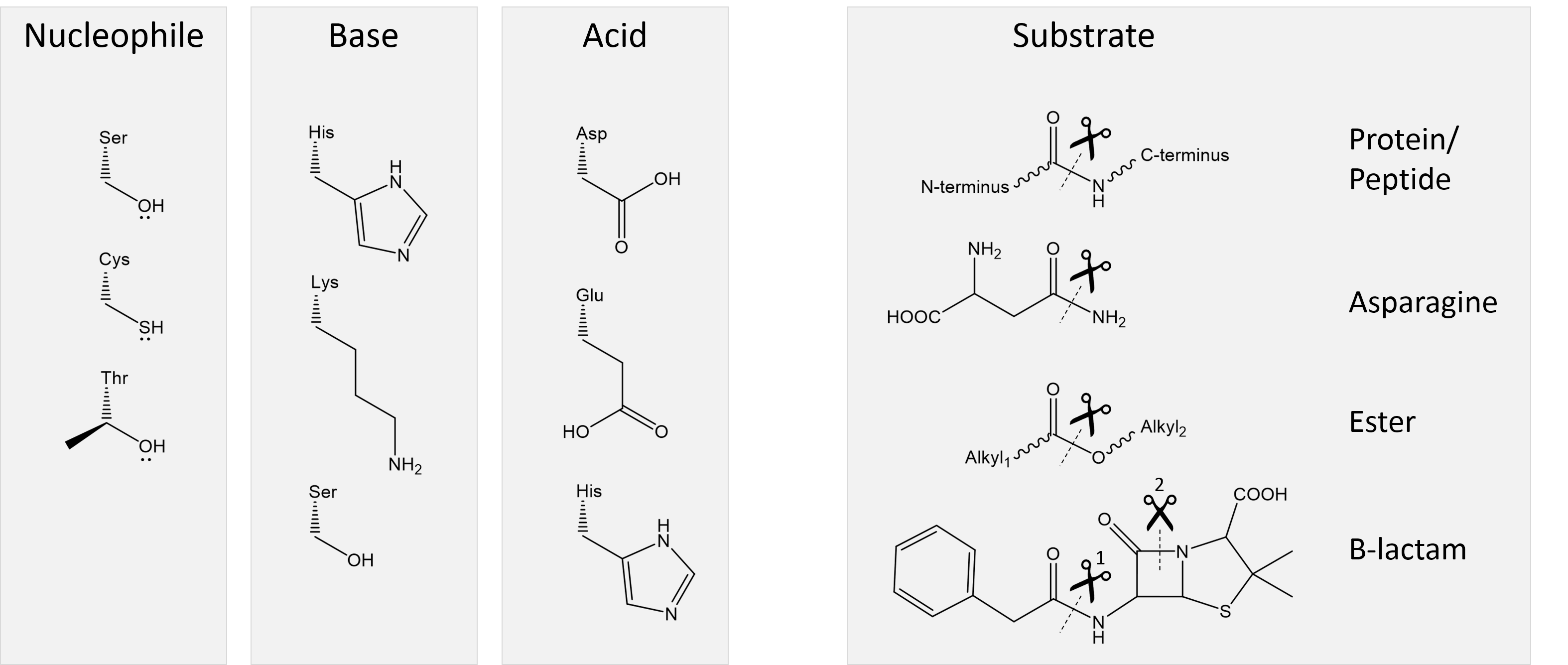
不同的氨基酸残基组合构成了各个酶中用于水解的催化三联体。左边是三联体中的亲核体、碱和酸成分。右边是不同的底物，以剪刀指示将断裂的键。β-内酰胺中可以断开两个不同的键（1：青霉素酰化酶，2：β-内酰胺酶）

### 丝氨酸-组氨酸-天冬氨酸
胰凝乳蛋白酶（PA超家族，S1家族）是几个典型含三联体的酶之一。它使用丝氨酸-组氨酸-天冬氨酸序列以水解蛋白。
1. 胰凝乳蛋白酶结合底物，为一个含有大量疏水残基的大环。
2. 天冬氨酸与组氨酸以氢键（可能是低能障氢键）结合，将其咪唑氮的pKa从7增加至约12。这使得组氨酸变为一种强的广义碱，可将丝氨酸去质子化。
3. 丝氨酸作为亲核体进攻羰基碳原子，并迫使羰基氧接受电子，形成了一个四面体形状的中间体。中间体由氧阴离子穴所稳定，其中涉及到骨架上的丝氨酸酰胺。
4. 中间体羰基的返还导致组氨酸的质子转移到附着在α碳上的氮原子上。氮和所连接的C端肽片段通过扩散的方式离去。
5. 水分子再给出一个质子到组氨酸上，剩下的OH-进攻羰基碳，形成另一个四面体中间体。OH较C端片段离去性能较差，因此，当四面体中间体再次反应，酶中的丝氨酸从组氨酸处重新获得质子。
6. 被切割下来肽的N端扩散离去。

其它的α/β水解酶通过趋同进化也发展出了同样的三联体，如一些脂肪酶和酯酶，但是手性与之相反。此外，与G蛋白的折叠相同的脑乙酰水解酶中也发现了这样的三联体。乙酰胆碱酯酶中有等效的丝氨酸-组氨酸-谷氨酸三联体。

### 半胱氨酸-组氨酸-天冬氨酸
半胱氨酸蛋白酶的几个家族使用这个三联体组，例如烟草花叶病毒蛋白酶（PA超家族，C4家族）和木瓜蛋白酶（CA超家族，C1家族）。其作用类似于丝氨酸蛋白酶中的三联体，它们之间的差异将在下文“丝氨酸和半胱氨酸水解酶机制的比较”一节中阐述。目前尚不清楚天冬氨酸对木瓜蛋白酶中三联体的催化作用和几种半胱氨酸蛋白酶（如甲型肝炎病毒蛋白酶）中二分体的高效性有何重要作用。

### 丝氨酸-组氨酸-组氨酸
巨细胞病毒蛋白酶（SH超家族，S21家族）同时使用组氨酸作为三联体中的酸和碱。除去酸性组氨酸仅使活性降低了10倍（与之相比，从胰凝乳蛋白酶中除去天冬氨酸活性会降低>10,000倍）。有人认为这个三联体可能是用来降低酶的活性，以控制卵裂速率。

### 丝氨酸-谷氨酸-天冬氨酸
在Sedolisin蛋白酶(SB超家族, S53家族)中，人们发现了这种不寻常的三联体。由于谷氨酸羧基pka值较低，只有在较强的酸性环境下它才能充当三联体中的碱性基团。有人认为这种酶的存在可能是为了满足生物在特定酸性环境下（例如酸性温泉中、溶酶体内）的催化需求。

### 苏氨酸-水-N端氨基
苏氨酸蛋白酶，例如蛋白酶体中的蛋白酶亚基（PB超家族，T1家族）和鸟氨酸乙酰基转移酶（PE超家族，T5家族），使用这个三联体组。在该三联体组中，苏氨酸的二级醇羟基作为亲核基团，以代替丝氨酸中的一级醇羟基。 由于苏氨酸末端甲基的空间位阻效应，如果形成普通的三联体则反应时底物就会与末端甲基发生排斥作用，致使定向变为不可能。所以这种酶起催化作用的苏氨酸位于其N端，N端氨基起到三联体酸性基团的作用。在催化过程中，氨基氮原子与酶分子内部的一个有序排列的水分子形成氢键并使之极化，从而令水分子夺取苏氨酸羟基上的质子，使得后者的反应活性（亲核性）大大加强，最终与底物发生反应。

### 丝氨酸-水-N端氨基和半胱氨酸-水-N端氨基
亦存在以丝氨酸-水-N端氨基或半胱氨酸-水-N端氨基为三联体的酶，例如青霉素G酰胺水解酶（PB超家族，S45家族）和青霉素V酰胺水解酶（PB超家族，S59家族）。就进化的角度而言，这些酶与苏氨酸蛋白酶存在关联，其作用机制亦与后者类似。

### 丝氨酸-(cis)-丝氨酸-赖氨酸
这种不寻常的三联体仅出现在酰胺水解酶的一个超家族中。含这种三联体的酶在催化反应中，赖氨酸氨基先极化处于中间位置的丝氨酸，使其羟基分别与另一（作为亲核试剂的）丝氨酸的羟基和骨架上的酰胺基形成两根强氢键，从而提高了（亲核）丝氨酸的反应活性。该三联体中部的丝氨酸采取反常的顺式取向，以保证其与另外两个氨基酸残基可以精确接触。更加不同寻常的是，在该三联体中，中间位置的丝氨酸与赖氨酸均起到其他三联体中碱性基团的作用，即加强（亲核）丝氨酸的反应活性。与此同时赖氨酸又起到酸性基团的作用。

## 丝氨酸和半胱氨酸水解酶机制的比较
这一部分所有的论述及列出的所有参考文献均是针对蛋白酶的研究，不过这些酶的作用机制可以推广到所有丝氨酸和半胱氨酸水解酶。

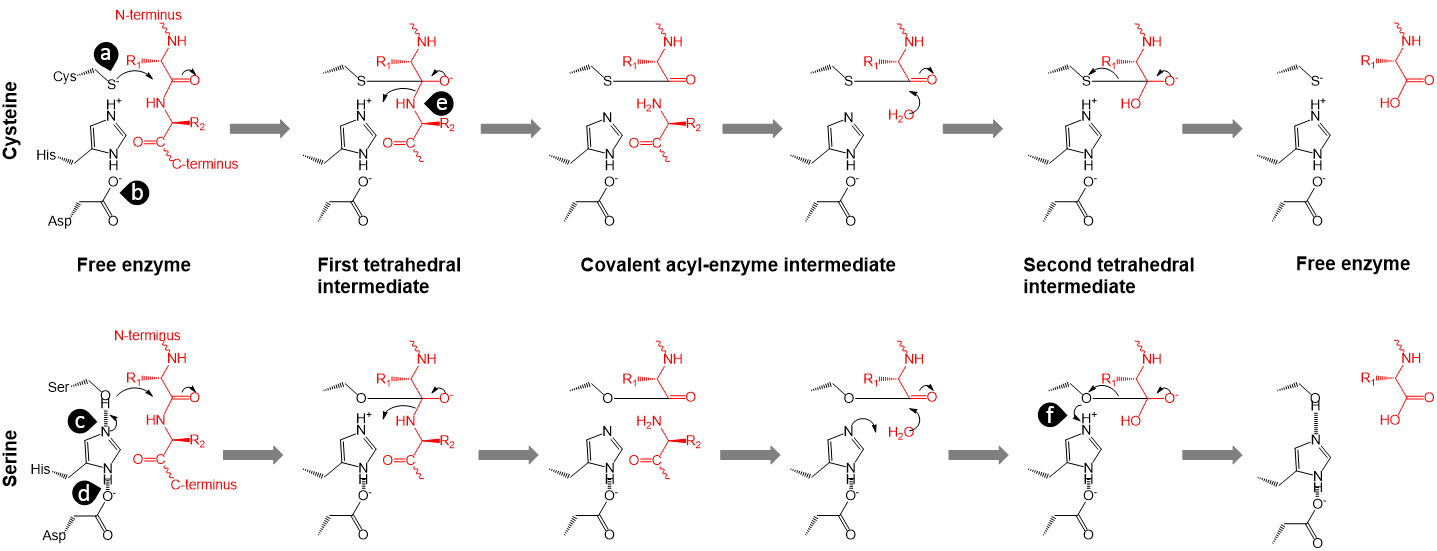
半胱氨酸蛋白酶（上）与丝氨酸蛋白酶（下）催化机理之差异。其中酶分子用黑色标识，蛋白质底物用红色标识。两种机理之差异在于：（a）巯基电离 （b）酸性基团可以没有 （c）羟基脱质子与进攻协同 （d）酸、碱性基团间形成氢键 （e）离去部分与碱性基团必须精确配合 （f）丝氨酸离去基团需质子化

作亲核催化的酶依靠一系列空间位置接近的活性残基来获得催化活性。这个活性中心系统是如此的精密和完美，以致活性中心及其相邻氨基酸序列在同一家族的各酶中具有最高的相似性，亦即在进化中几乎保持不变，这种性质称为保守性。在催化三联体中，最常见的亲核基团是丝氨酸的醇羟基和半胱氨酸的硫醇巯基。与氧原子相比，硫原子电子层数多了一层。这使得硫原子的原子半径更大（大约大了0.4 Å），且更易变形。就软硬酸碱理论的角度而言，硫负离子比氧负离子是更“软”的碱。虽然硫的电负性比氧小，但硫原子还拥有空的3d轨道可充填电子。因而硫负离子是比氧负离子更弱的碱。（例如HS-的Kb值比OH-大七个数量级）
催化反应的第一步是亲核基团对底物羰基进攻，形成四面体中间体（Ⅰ）的过程。半胱氨酸巯基之pKa值是如此之低，以至于部分半胱氨酸蛋白酶（例如木瓜蛋白酶）在基态下催化三联体中半胱氨酸巯基氢是电离的（见(a)）。一些甚至不需要酸性基团参与即能有效催化反应（见(b)）。催化过程中，已电离的烷硫负离子可以直接进攻底物羰基。然而，在丝氨酸蛋白酶中，丝氨酸羟基pKa值较大，不容易电离。因此，丝氨酸蛋白酶在催化反应时，酸性基团-碱性基团从丝氨酸羟基上夺氢和产生的烷氧负离子对底物羰基的亲核进攻，这两个过程是协同进行的（见(c)）。显然这种情形下，三联体中酸性基团和碱性集团采取有利的取向并形成氢键（见(d)），会加强碱性基团之碱性，促进羟基氢的脱去，进而加快酶的催化速率。
第二步是四面体中间体（Ⅰ）分解产生一个产物和中间产物酯或硫酯的过程。这是一个亲核消除反应，故离去基团的离去性越好，消除越易进行。对两种蛋白酶而言，这步反应的离去基团是胺负离子（当然其他酶可依此类推），而后者碱性极强，不是好的离去基。因而四面体中间体在分解前（或分解同时），需要对其离去部分进行质子化，从而使离去基团变成一个中性的胺，以确保反应能够顺利进行。事实上，酶的空间结构保证了中间体（或胺负离子）和三联体中的碱性基团（在第一步反应后一定处于质子化状态）具有正确的取向，能够发生质子交换。值得注意的是，该中间体不仅能够分解产生中间产物，还能够分解产生反应物，即第一步反应是可逆的。其逆反应机理与第二步反应类似（本质上说，这两个反应为平行反应），故上述讨论同样适用。考虑到巯基负离子是很好的离去基团，对半胱氨酸蛋白酶这步逆反应速率也较大，即该酶形成的中间体（Ⅰ）转化为中间产物的转化率较低，这也是该酶的一个不足之处。因而上述的正确取向对半胱氨酸蛋白酶显得尤为重要，只有两者精确配合，才能抗衡逆反应带来的不利因素。（见(e)）
接着另一反应物（对蛋白酶而言为水，其余酶依此类推）参与反应，产生四面体中间体（Ⅱ）。此反应与第一步反应类似，不同的是，这里水代替了丝氨酸或半胱氨酸作为亲核试剂。当然这一步也是可逆的。最后中间体（Ⅱ）分解，得到另一个产物，酶复原。对半胱氨酸蛋白酶，可以直接产生巯基负离子。对丝氨酸蛋白酶，仍需使中间体（Ⅱ）在分解时夺走碱性基团上的一个质子。（见(f)）
与氧相比，硫的原子半径较大，所成共价键较长，需要匹配更大的活性位点。故某个丝氨酸蛋白酶催化三联体中的丝氨酸变异成了半胱氨酸，或是半胱氨酸蛋白酶催化三联体中的半胱氨酸变异成了丝氨酸，均会失去活性。因为它们结合底物后，各基团的取向不对。例如，对硫代胰蛋白酶的晶体结构研究证实，其中的半胱氨酸不仅没有与底物接近，反而与氧阴离子穴发生了相互作用。
酶的进化专一化使得蛋白酶催化三联体中的亲核基团具有不可代替性（当然在绝大多数其他酶中也是如此），否则会导致其反应性降低，结构与底物不匹配，进而使其催化活性急剧下降（超过四个数量级）。

## 趋异演化

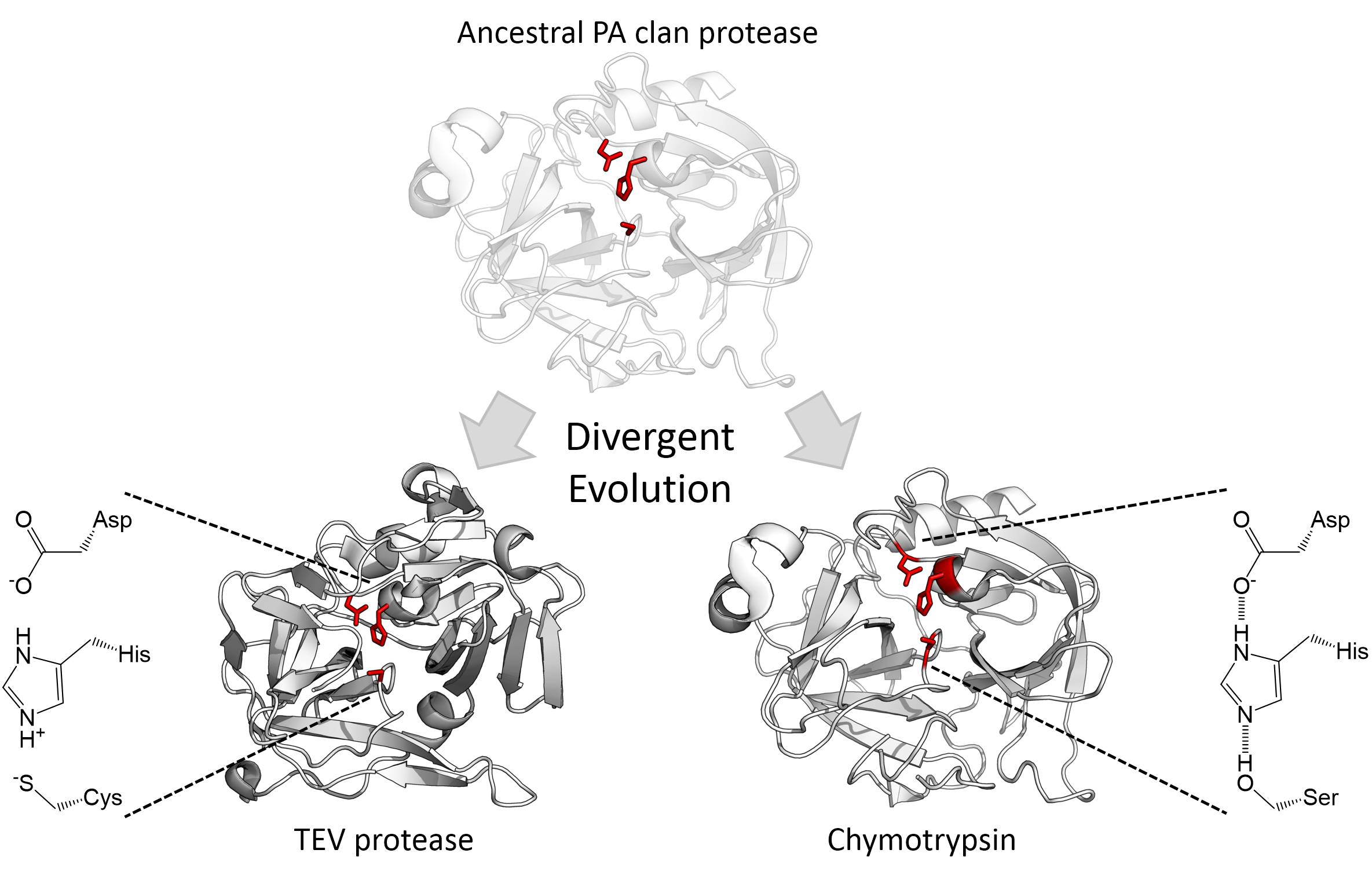
趋异演化导致同一超家族各酶三联体运用的亲核试剂不同。图为胰凝乳蛋白酶（PA超家族，S1家族）的丝氨酸三联体和烟草花叶病毒蛋白酶（PA超家族，C3家族）的半胱氨酸三联体。

尽管各酶的化学性质有上述的差异，很明显某几种超家族的蛋白酶均使用不同的氨基酸作为亲核试剂是趋异演化的结果。这可以从如下的事实推断出：有数种蛋白酶超家族（相同折叠类型）含有运用不同氨基酸作为亲核试剂的家族。这表明在进化史上，三联体中亲核试剂的改变曾屡次发生，尽管这种改变的机制目前还不清楚。
在包含运用不同氨基酸作为亲核试剂的蛋白酶的超家族中（例如PA族），各家族的划分是以它们三联体中的亲核试剂为依据的。(S=丝氨酸蛋白酶, C=半胱氨酸蛋白酶，T=苏氨酸蛋白酶)
| 超家族 | 家族                                                             | 例子                                             |
| ------ | ---------------------------------------------------------------- | ------------------------------------------------ |
| PA族   | C3, C4, C24, C30, C37, C62, C74, C99                             | 烟草花叶病毒蛋白酶 (烟草花叶病毒)                |
| PA族   | S1, S3, S6, S7, S29, S30, S31, S32, S39, S46, S55, S64, S65, S75 | 胰凝乳蛋白酶 (哺乳动物, 例如 家牛)               |
| PB族   | C44, C45, C59, C69, C89, C95                                     | 磷酸核糖焦磷酸氨基转移酶 前体 (人类)             |
| PB族   | S45, S63                                                         | 青霉素G酰胺水解酶 前体 (大肠杆菌)                |
| PB族   | T1, T2, T3, T6                                                   | 古菌蛋白酶体, β单元 (Thermoplasma acidophilum)   |
| PC族   | C26, C56                                                         | γ-谷氨酰水解酶 (褐鼠)                            |
| PC族   | S51                                                              | 二肽酶E (大肠杆菌)                               |
| PD族   | C46                                                              | 刺猬蛋白 (黑腹果蝇)                              |
| PD族   | N9, N10, N11                                                     | 内含肽 含有V型质子转运ATP酶 催化亚基A (酿酒酵母) |
| PE族   | P1                                                               | DmpA氨肽酶 (Ochrobactrum anthropi)               |
| PE族   | T5                                                               | 鸟氨酸乙酰基转移酶 前体 (酿酒酵母)               |

## 趋同演化

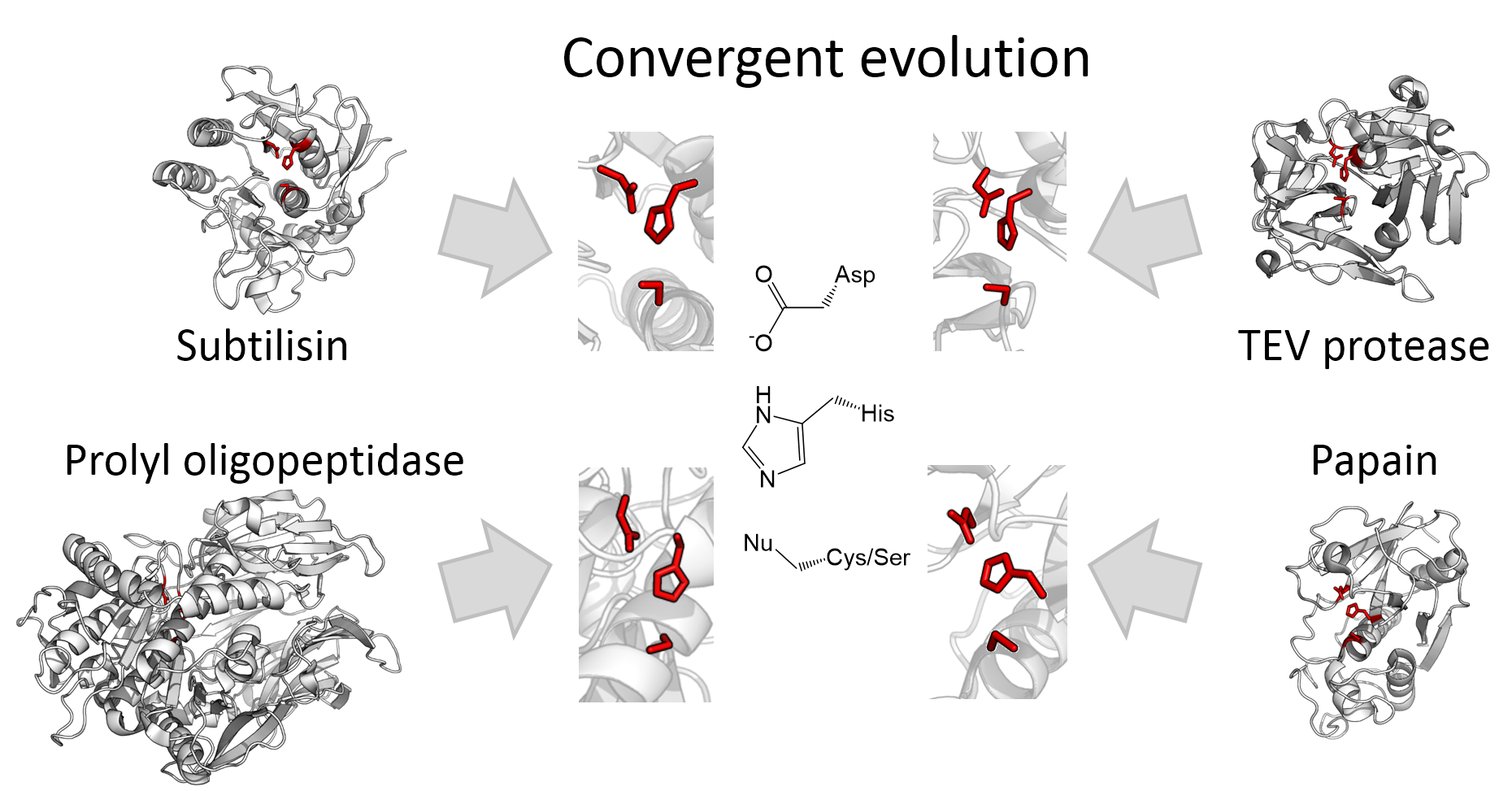
趋同进化使得不同的酶中出现了相同排列、相同空间结构的催化三联体：酸性基团-碱性基团-亲核基团。图示为枯草杆菌蛋白酶(SB超家族, S8家族)，prolyl oligopeptidase (SC超家族, S9家族), 烟草花叶病毒蛋白酶（PA超家族，C3家族）和木瓜蛋白酶 (CA超家族, C1家族)的催化三联体。

对蛋白酶的酶学研究为趋同演化理论提供了最清晰的证据。在不同的超家族中，具相同排列和结构的三联体曾经历了超过20次的独立演化。这是因为虽然酶作为一种蛋白质，其氨基酸排列方式有无数种，但是其中只有按照少数几种方式排列才能形成具有催化作用的酶——化学性质使然。这导致了具有相同结构的酶被各种生物重复地、独立地演化出来。

### 丝氨酸与半胱氨酸水解酶
丝氨酸与半胱氨酸水解酶运用不同的氨基酸官能团（醇羟基或硫醇巯基）作亲核基团。为活化亲核基团，这些酶中均含有指向该基团的酸性残基和碱性残基。这三个基团形成了催化三联体。化学、物理性质对酶催化活性的约束导致了不同的超家族中，具相同结构排列的三联体经历了超过20次的独立演化。
相同空间结构的三联体集中于丝氨酸蛋白酶（例如枯草杆菌蛋白酶和胰凝乳蛋白酶所属的超家族）和半胱氨酸蛋白酶（例如烟草花叶病毒蛋白酶和木瓜蛋白酶所属的超家族）。重要的是，由于两种酶催化机理相近，所有三联体拥有几乎相同的排列。
| 蛋白质超家族 | 半胱氨酸蛋白酶家族 | 例子                                                            |
| ------------ | --- | --------------------------------------------------------------- |
| CA           | C1, C2, C6, C10, C12, C16, C19, C28, C31, C32, C33, C39, C47, C51, C54, C58, C64, C65, C66, C67, C70, C71, C76, C78, C83, C85, C86, C87, C93, C96, C98, C101 | 木瓜蛋白酶 (木瓜) and 钙蛋白酶 (人类)                           |
| CD           | C11, C13, C14, C25, C50, C80, C84 | 胱天蛋白酶-1 (褐鼠) and 分离酶 (酿酒酵母)                       |
| CE           | C5, C48, C55, C57, C63, C79 | 腺病毒内肽酶 (人类腺病毒2型)                                    |
| CF           | C15 | 焦谷氨酰肽酶I (解淀粉芽孢杆菌)                                  |
| CL           | C60, C82 | 转肽酶A (金黃色葡萄球菌)                                        |
| CM           | C18 | 丙型肝炎病毒蛋白酶2 (丙肝病毒)                                  |
| CN           | C9 | sindbis病毒型nsP2肽酶 (sindbis病毒)                             |
| CO           | C40 | 二肽酰肽酶VI (Lysinibacillus sphaericus （页面存档备份，存于）) |
| CP           | C97 | DeSI-1肽酶 (小家鼠)                                             |
| PA           | C3, C4, C24, C30, C37, C62, C74, C99 | 烟草花叶病毒蛋白酶 (烟草花叶病毒)                               |
| PB           | C44, C45, C59, C69, C89, C95 | 磷酸核糖焦磷酸氨基转移酶 前体 (人类)                            |
| PC           | C26, C56 | γ-谷氨酰水解酶 (褐鼠)                                           |
| PD           | C46 | 刺猬蛋白 (黑腹果蝇)                                             |
| PE           | P1 | DmpA氨肽酶 (Ochrobactrum anthropi)                              |
| 未分类       | C7, C8, C21, C23, C27, C36, C42, C53, C75 |                                                                 |

| 蛋白质超家族 | 丝氨酸蛋白酶家族                                                 | 例子                                                   |
| ------------ | ---------------------------------------------------------------- | ------------------------------------------------------ |
| PA           | S1, S3, S6, S7, S29, S30, S31, S32, S39, S46, S55, S64, S65, S75 | 胰凝乳蛋白酶 A (家牛)                                  |
| PB           | S45, S63                                                         | 青霉素G酰胺水解酶 前体 (大肠杆菌)                      |
| PC           | S51                                                              | 二肽酶E (大肠杆菌)                                     |
| PE           | P1                                                               | DmpA氨肽酶 (Ochrobactrum anthropi)                     |
| SB           | S8, S53                                                          | 枯草杆菌蛋白酶 (地衣芽孢杆菌)                          |
| SC           | S9, S10, S15, S28, S33, S37                                      | 脯肽酰内肽酶 (野猪)                                    |
| SE           | S11, S12, S13                                                    | D-丙氨酸-D-丙氨酸肽酶C (大肠杆菌)                      |
| SF           | S24, S26                                                         | 信号肽酶 I (大肠杆菌)                                  |
| SH           | S21, S73, S77, S78, S80                                          | 巨细胞病毒assemblin (人类疱疹病毒5)                    |
| SJ           | S16, S50, S69                                                    | lon-A蛋白酶 (大肠杆菌)                                 |
| SK           | S14, S41, S49                                                    | Clp蛋白酶 (大肠杆菌)                                   |
| SO           | S74                                                              | 噬菌体K1F内切唾液酸酶CIMCD自切断蛋白 (肠细菌噬菌体K1F) |
| SP           | S59                                                              | 核孔蛋白145 (人类)                                     |
| SR           | S60                                                              | 乳铁蛋白 (人类)                                        |
| SS           | S66                                                              | murein tetrapeptidase LD-carboxypeptidase (绿脓杆菌)   |
| ST           | S54                                                              | rhomboid-1 (黑腹果蝇)                                  |
| 未分类       | S48, S62, S68, S71, S72, S79, S81                                |                                                        |

### 苏氨酸蛋白酶

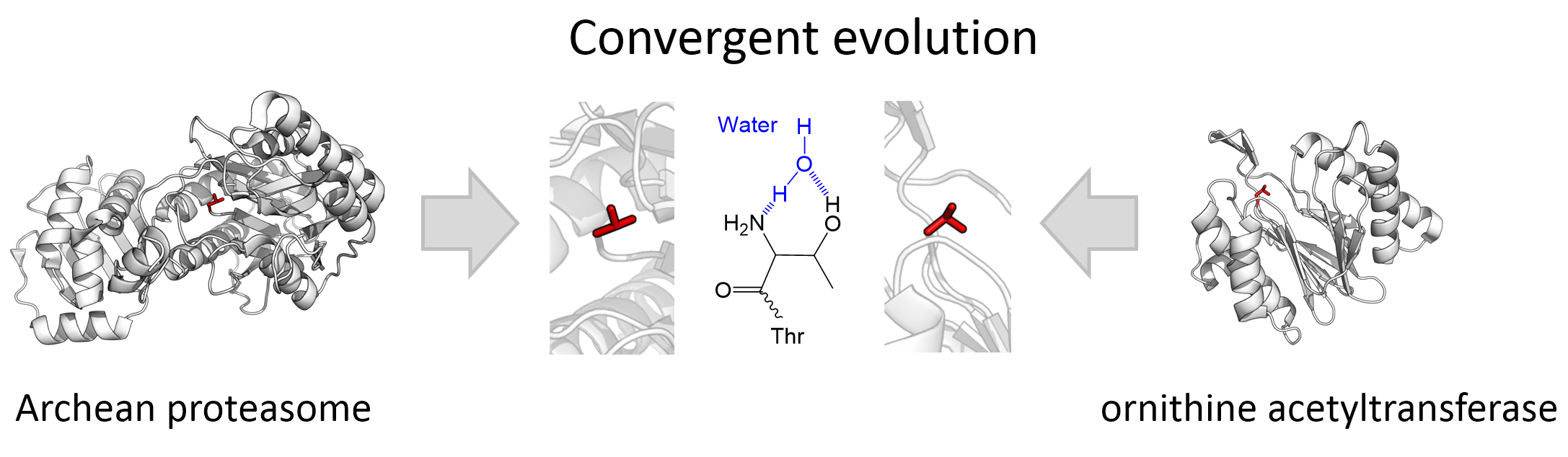
苏氨酸蛋白酶向着以N端作为活性位点的方向趋同进化。图示为蛋白酶体和鸟氨酸乙酰基转移酶中起催化作用的N端丝氨酸。

苏氨酸蛋白酶以苏氨酸作为亲核试剂。正如前文所述，苏氨酸含有二级醇羟基，由于末端甲基的位阻效应无法形成通常的三联体。因此通常情形下，苏氨酸蛋白酶运用N端苏氨酸作亲核试剂以避免该问题。
有数个属于不同蛋白质折叠类的酶超家族独立演化出了以N端苏氨酸残基作亲核试剂的三联体，包括PB超家族（蛋白酶体运用Ntn折叠）和PE超家族（乙酰基转移酶运用DOM折叠）。这种不同折叠类的酶在活性中心结构上的共同点表明在这些超家族中，活性中心是趋同演化的。
| 蛋白质超家族 | 苏氨酸蛋白酶家族 | 例子                                           |
| ------------ | ---------------- | ---------------------------------------------- |
| PB clan      | T1, T2, T3, T6   | 古菌蛋白酶体, β亚基 (Thermoplasma acidophilum) |
| PE clan      | T5               | 鸟氨酸乙酰基转移酶 (酿酒酵母)                  |